# Ескадрені міноносці типу «Аквіла»
Ескадрені міноносці типу «Аквіла» (італ. Classe Aquila) — серія лідерів ескадрених міноносців ВМС Італії першої половини XX століття.

## Представники
| Корабель                                             | Виготовлювач                 | Закладено            | Спущено              | У строю              | Статус |
| ---------------------------------------------------- | ---------------------------- | -------------------- | -------------------- | -------------------- | --- |
| «Аквіла» «Aquila» «Мелілья» «Melilla»                | «Cantiere Pattison», Неаполь | 11 березня 1914 року | 26 липня 1916 року   | 8 лютого 1917 року   | Проданий Іспанії у 1937 році Зданий на злам у 1950 році                                                           |
| «Фалько» «Falco» «Сеута» «Ceuta»                     | «Cantiere Pattison», Неаполь | 26 липня 1914 року   | 16 серпня 1919 року  | 20 січня 1920 року   | Проданий Іспанії у 1937 році Зданий на злам у 1948 році                                                           |
| «Ніббіо» «Nibbio» «Марасешті» «Mărășești» «Легкий»   | «Cantiere Pattison», Неаполь | 15 липня 1914 року   | 30 січня 1918 року   | 15 березня 1918 року | Проданий Румунії у 1920 році Переданий СРСР у 1944 році Повернутий Румунії у 1946 році Зданий на злам у 1963 році |
| «Спарвіеро» «Sparviero» «Марашті» «Mărăști» «Ловкий» | «Cantiere Pattison», Неаполь | 29 січня 1914 року   | 26 березня 1917 року | 15 липня 1917 року   | Проданий Румунії у 1920 році Переданий СРСР у 1944 році Повернутий Румунії у 1946 році Зданий на злам у 1963 році |

## Історія створення та конструкція
У 1913 році Румунія замовила фірмі «Cantiere Pattison» з Неаполя будівництво 4 есмінців. Кораблі були розроблені інженером Луїджі Скалья (італ. Luigi Scaglia).
Кораблі мали бути озброєні трьома 120-мм, чотирма 75-мм гарматами та п'ятьма торпедними апаратами. 
Оскільки кораблі мали використовуватись у Чорному морі, вони мали мати змогу рухатись лише 10 годин на повній швидкості.
Кораблі мали мати назви «Vifor», «Viscol», «Vârtej» та «Vijelie».
Після вступу Італії у Першу світову війну недобудовані кораблі були реквізовані Італією і отримали нові назви: «Аквіла», «Фалько», «Ніббіо» та «Спарвіеро» відповідно.
На них було встановлене італійське озброєння: три 152/40-мм гармати «QF 6 in/40», чотири 76/40-мм гармати «76/40 Mod. 1916 R.M.» та два здвоєні 450-мм торпедні апарати.
Також кораблі могли нести від 24 до 44 мін.
У складі італійського флоту кораблі класифікувались як легкі розвідники (італ. Esploratori leggeri).
У 1920 році «Ніббіо» та «Спарвіеро» були передані Румунії, де отримали назви «Марасешті» і «Марашті». У 1944 році захоплені СРСР, увійшли до складу ВМФ СРСР під назвами «Легкий» і «Ловкий». У 1946 році повернуті Румунії, де прослужили до 1963 року.
«Аквіла» і «Фалько» у 1938 році були перекласифіковані у есмінці. У 1937 році (формально у 1939 році) передані Франкістській Іспанії, де під іменами «Мелілья» і «Сеута» прослужили до початку 1950-х років.